# Syndykalizm
Syndykalizm – powstały w XIX wieku kierunek w ruchu robotniczym, który zakładał prymat celów ekonomicznych nad politycznymi w walce proletariatu o swoje prawa. Zasadniczym narzędziem tej walki miały być związki zawodowe, a nie partie polityczne. W jego obrębie wyróżnić można dwa nurty: reformistyczny oraz rewolucyjny.
„Syndykalizm powstał we Francji jako bunt przeciw politycznemu socjalizmowi”.

## Nurty syndykalizmu
Syndykalizm nie był ruchem jednolitym organizacyjnie i programowo. W jego obrębie wyróżnić można było dwa nurty: reformistyczny i rewolucyjny. Ten pierwszy nie kwestionował kapitalistycznej organizacji społeczeństwa i dążył jedynie do poprawy warunków życia zrzeszonych w nim członków. Rewolucyjny syndykalizm, powstały w łonie francuskich związków zawodowych, za cel stawiał sobie natomiast przekształcenie systemu społecznego przy pomocy związków zawodowych. Miały one, mobilizując wpierw masy, doprowadzić do obalenia kapitalizmu, a po rewolucji być podstawą nowego ładu gospodarczego i administracyjnego.
Marek Waldenberg zwraca uwagę, że doktryna rewolucyjnego syndykalizmu i ruch z nią związany jest w literaturze często określany mianem anarchosyndykalizmu. Uważa on, że jest to niepoprawne i unika nazwy „anarchosyndykalizm”, konsekwentnie używając pojęcia „rewolucyjny syndykalizm”. Argumentuje on m.in., że to właśnie tej drugiej nazwy używali współtwórcy i zwolennicy tej doktryny. Ta pierwsza była wykorzystywana zaś pierwotnie przez krytyków i miała charakter polemiczny. Stwierdza ponadto, co jest szczególnie istotne, że oba określenia nie są tożsame – syndykalizm rewolucyjny nigdy nie był jednorodny ideologicznie.
W rewolucyjnych syndykatach ścierały się wpływy anarchizmu, blankizmu i innych odmian socjalizmu, które w związkach zawodowych widziały narzędzie walki proletariatu z ustrojem kapitalistycznym.
Christiaan Cornelissen, holenderski anarchosyndykalista, wyróżnił wśród rewolucyjnych syndykalistów trzy grupy: tych, którzy uznają syndykalizm za „samowystarczalny”, niezależny od wszelkich ideologii; anarchistów, którzy dostrzegają w związkach możliwość przejścia od antypaństwowej agitacji do praktyki; „uchodźców” z partii socjalistycznych, którzy są krytyczni wobec parlamentaryzmu. Jak stwierdza Daniel Grinberg, anarchosyndykalizm był początkowo po prostu jednym z konkurencyjnych nurtów w obrębie rewolucyjnego syndykalizmu. Odrębnym ruchem stał się dopiero po wykształceniu własnych form organizacyjnych – początkowo w Hiszpanii, później w Rosji i Stanach Zjednoczonych, a na skalę międzynarodową po roku 1920, kiedy na skutek sporów wśród rewolucyjnych syndykalistów dotyczących oceny rewolucji bolszewickiej wyodrębniła się Międzynarodówka anarchosyndykalistyczna z siedzibą w Berlinie (1922).

## Rewolucyjny syndykalizm a anarchizm

Pierre-Joseph Proudhon

Rewolucyjny syndykalizm i anarchizm wykazują pewne podobieństwa. Waldenberg wskazuje, że źródeł rewolucyjnego syndykalizmu można doszukiwać się u Proudhona. Podobnie twierdzi Grinberg, przypominając, że Francuz uznawał jednostki produkcyjne za „grupy naturalne”, które będą fundamentem przyszłego systemu federacyjnego. Z drugiej strony niektórzy przedstawiciele rewolucyjnego syndykalizmu wyraźnie podkreślali różnice między tą doktryną a anarchizmem. Dla przykładu Hubert Lagardelle pisał w 1908 roku tak:

Przez swą koncepcję walki klasowej przeciwstawia się on [rewolucyjny syndykalizm] czystemu korporacjonizmowi, którego wzór daje trade-unionizm angielski; przez przyznanie prymatu instytucjom proletariackim odgranicza się od socjalizmu parlamentarnego; przez swoją troskę o twórczość pozytywną i swe lekceważenie ideologii odróżnia się od tradycyjnego anarchizmu.

Arturo Labriola, włoski syndykalista, powiedział w 1904 roku: „Anarchistami nie jesteśmy”. Argumentował on, że w odróżnieniu od anarchistów rewolucyjni syndykaliści nie postrzegają rewolucji jako dzieła kapryśnej woli; akceptują wszystkie formy walki politycznej (także przy użyciu mechanizmów parlamentarnych i administracyjnych); w pedagogice, organizacji i działalności politycznej widzą narzędzia postępu; uznają przejściową potrzebę istnienia społeczeństwa kapitalistycznego; uważają, że minie jeszcze dużo czasu zanim możliwa będzie produkcja komunistyczna. Émile Pouget stwierdził zaś: „Jestem anarchistą, ale anarchia mnie nie interesuje”.

## Fernand Pelloutier

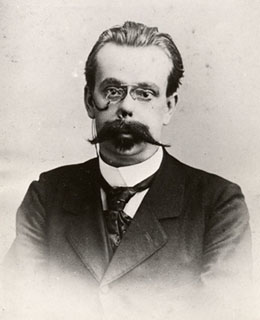
Fernand Pelloutier

Za ojca rewolucyjnego syndykalizmu uważa się Fernanda Pelloutiera (1867–1901). Początkowo był on zwolennikiem jednej z marksistowskich partii socjalistycznych, z którą zerwał na skutek sporu o strajk generalny; następnie zbliżył się do anarchizmu. Jak pisze Grinberg, Pelloutierowi „udało się dostosować hasła rewolucyjnego anarchizmu do formuły organizacyjnej syndykalizmu stworzonej jeszcze w kręgu oddziaływania idei Proudhona”. Pelloutier zaczął wzywać anarchistów, by partycypowali w działalności związków zawodowych. Wielu działaczy anarchistycznych go posłuchało i „dało to – jak stwierdza Waldenberg – asumpt do twierdzenia, że rewolucyjny syndykalizm był niemal wyłącznie lub głównie dziełem anarchistów”.
W publikacjach i wystąpieniach Pelloutiera dostrzec można kilka zasadniczych dla rewolucyjnego syndykalizmu koncepcji:
- wizję społeczeństwa producentów,
- koncepcję strajku generalnego,
- ideę akcji bezpośredniej.

Francuz był bardzo krytyczny wobec systemu parlamentarnego. Uważał, że rewolucja socjalistyczna polegać musi na zburzeniu państwa. Nie wystarczy, by władzę przejęła partia socjalistyczna – w ten sposób zmieniłyby się bowiem tylko osoby rządzące robotnikami. W 1894 roku Pelloutier został wybrany na sekretarza Federacji Izb Pracy. W syndykatach widział on „praktyczne szkoły anarchizmu”, czego dał wyraz w artykule z 1895 r. opublikowanym na łamach „Les Temps Nouveaux”: „jako laboratorium walk ekonomicznych oderwane od rywalizacji wyborczej, sprzyjające strajkom generalnym z ich wszystkimi konsekwencjami, rządzące się anarchicznie, syndykat stanowi organizację zarazem rewolucyjną i libertarną, jedyną, która może przeciwważyć i doprowadzić do zniszczenia szkodliwe wpływy polityków kolektywistycznych”. Przewidywał on, że bezpośrednio po rewolucji, w okresie poprzedzającym ustanowienie anarchokomunizmu, syndykaty będą zalążkiem nowego porządku. Po śmierci Pelloutiera w 1901 roku ideologia rewolucyjnego syndykalizmu ukształtowana została przez wybitnych praktyków ruchu związkowego takich jak Victor Griffuelhes i Émile Pouget, a także przez intelektualistów: Georges’a Sorela, Huberta Lagardelle’a i Eduarda Bertha.

## Georges Sorel

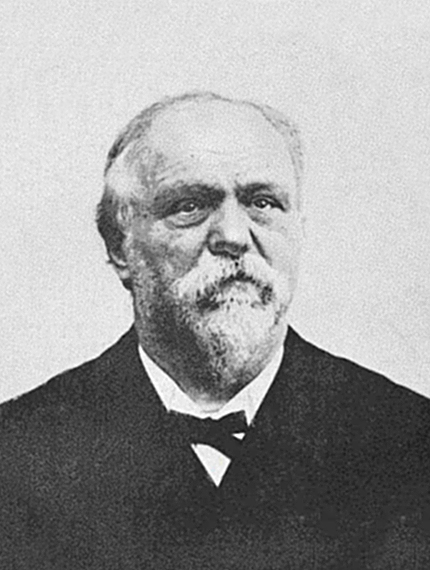
Georges Sorel

Georges Sorel (1847–1922) z syndykalizmem identyfikował się tak naprawdę tylko przez kilka lat swojego życia. A jednak to właśnie o Sorelu pisze Marek Waldenberg, że był najwybitniejszym intelektualistą zaliczanym do rewolucyjnego syndykalizmu i najbardziej reprezentatywnym tego kierunku ideologiem. Warto jednak zwrócić uwagę, że w przypadku syndykalizmu praktyka poprzedziła teorię. Sorel nie inspirował syndykalistów – był on raczej przejawem tego ruchu.
Burżuazja nie potrafi – zdaniem Sorela – rządzić, chce jednak utrzymać uprzywilejowaną pozycję i dlatego apeluje o zgodę oraz jedność. Atakując pokój społeczny, zmusi się kapitalistów, by zadbali o samych siebie. Kapitalizm odzyska siły. Przeciwko odrodzonemu kapitalizmowi wystąpią wtedy syndykaty. Sorel postrzegał je jako miejsce, w którym tworzona jest nowa kultura moralna, w którym rodzi się homo faber. Moralność właściciela zostanie wyparta przez moralność twórcy.

## Eduard Berth
Eduard Berth, uczeń Sorela, w Występkach intelektualistów w 1926 roku gloryfikował rewolucję październikową, opisując ją jako jedyne rzeczywiste źródło odrodzenia społecznego. Berthowi nie przeszkadzała organizacja państwowa, jeśli tylko służy ona wyzwoleniu energii mas proletariackich. Nie odpowiadał mu zarówno XIX-wieczny anarchizm, jak i ortodoksyjny marksizm. „Anarchizm tradycyjny – pisał – to fantazja bez dyscypliny, indywidualizm poza zrzeszeniem wytwórczym, swoboda jako swawola zaś marksizm ortodoksyjny to dyscyplina bez fantazji, mandaryni u władzy, autorytet i hierarchia ogłupiające robotników”. Berth twierdził, że rewolucyjny syndykalizm usuwa owe skrajności.

## Polski syndykalizm
Polski syndykalizm reprezentował nurt reformistyczny, miał charakter patriotyczny i propaństwowy. Wywodził się z niepodległościowego ruchu zetowego, w 1926 roku zorganizowanego w sanacyjny Związek Naprawy Rzeczypospolitej. Czołowymi teoretykami polskiego syndykalizmu byli Kazimierz Zakrzewski i Jerzy Szurig, a także T. Bigo, J. Rakowski, B. Wścieklica i W. Wyszyński. Powoływali się na Jerzego Sorela i Stanisława Brzozowskiego, który według T. Bigo „przetworzył sorelizm w sposób oryginalny, bo z antypaństwowego i antypatriotycznego systemu stworzył wzniosłą filozofię pracy i patriotyzmu”. Dla polskich syndykalistów naród i państwo były wartościami najwyższymi, którym podporządkowywano ideologię syndykalistyczną. Zakrzewski pisał: „Wierzymy w ponadklasowe państwo. Państwo jest inkarnacją dziejowej roli narodu i jako takie nie może nigdy stać się państwem klasy”. Syndykalistyczne „państwo pracy”, oparte na samorządzie wytwórców, przeciwstawiane było demoliberalnemu „państwu politycznemu”, zdominowanemu przez skorumpowane koterie zawodowych polityków. Prowadziło to do politycznego elitaryzmu: „jeżeli demokratyzm oznacza wiarę w równość ludzi, to znów trzeba stwierdzić, że syndykalizm nie jest demokratyczny” (T. Bigo). Uznanie nadrzędności wspólnoty narodowej i ponadklasowego charakteru państwa prowadziło też syndykalistów do solidaryzmu społecznego (współpraca robotników i kapitalistów będąca fundamentem stworzenia „narodu wytwórców”) i odrzucenia haseł rewolucyjnych. Związki zawodowe miały być szkołą, w której robotnicy uczyliby się zarządzania produkcją, stopniowo dorastając do roli klasy panującej w państwie syndykalistycznym. Początkowo polski syndykalizm miał dwuznaczny stosunek do włoskiego faszyzmu, dostrzegając w nim zarówno pozytywne jak negatywne aspekty. W latach 30. polscy syndykaliści przeszli na pozycje antyfaszystowskie, stopniowo ewoluując w kierunku rewolucyjnego syndykalizmu. Z inicjatywy polskich syndykalistów powstały m.in. Generalna Federacja Pracy (1928–1931), Związek Związków Zawodowych (1931–1939) i Związek Syndykalistów Polskich (1939–1945).
Obecnie w Polsce do idei syndykalizmu odwołuje się Związek Syndykalistów Polski.